# Laura Totenhagen

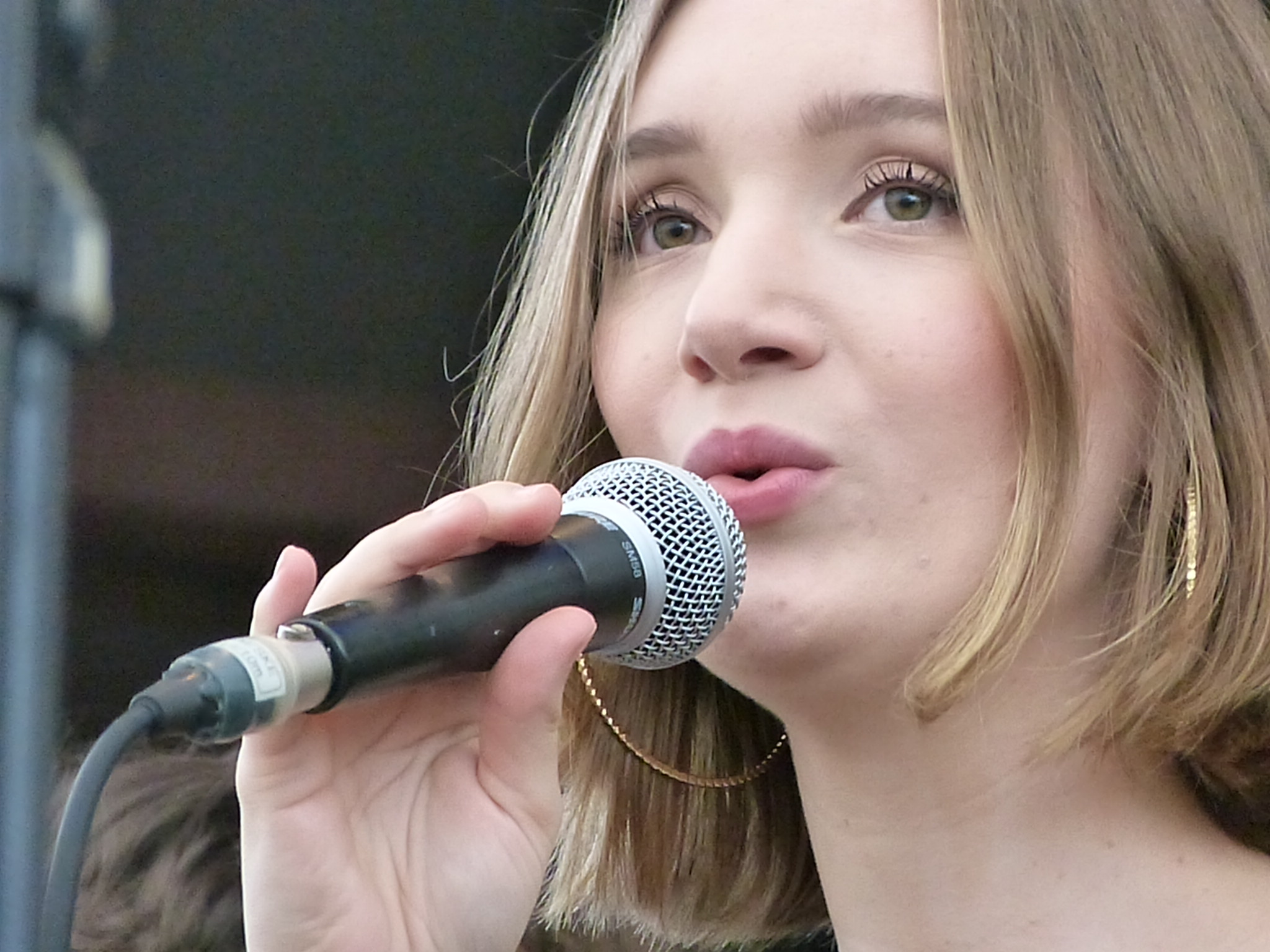
Laura Totenhagen 2017 beim KLAENG-Sommerfestival im Kölner Odonien

Laura Totenhagen (* 10. August 1992) ist eine deutsche Jazzsängerin, klassische Oboistin und Komponistin. Sie wird von der Kritik als „reife junge Stimme der deutschen Jazzszene“ (Anja Buchmann, Deutschlandfunk) und als „Stimmwunder“ herausgestellt.

## Leben und Wirken
Totenhagen, die in Köln und in Erftstadt aufwuchs, entdeckte elfjährig die Oboe für sich. Sie war Jungstudentin bei Christian Wetzel und als Mitglied des Bundesjugendorchesters auf Europatournee. Später interessierte sie sich für Jazz und wandte sich dem Gesang zu; sie studierte bis 2016 an der Hochschule für Musik und Tanz Köln Jazzgesang. Als Sängerin im Bundesjazzorchester unter der Leitung von Niels Klein war sie als Solistin an dessen CD Grove and the Abstract Truth (2016) beteiligt und tourte durch Deutschland, Italien, Großbritannien und Russland. Aus ihrem Trio ging ihr Quartett mit Felix Hauptmann, Stefan Schönegg und Leif Berger hervor; ihr Album Foliage (Toy Piano 2017) präsentierte sie auch beim Jazzfest Bonn. Gemeinsam mit den Sängerinnen Veronika Morscher, Sabeth Pérez und Rebekka Ziegler betreibt sie die A-Cappella-Band Of Cabbages and Kings, die 2018 ihr Debütalbum Aura veröffentlichte. Weitere Projekte sind ihr Duo mit dem Gitarristen Bertram Burkert und das Stegreif-Orchester; mit Kira Linns Linntett ist sie auf Jazz Montez Presents Vol. I zu hören.

## Preise und Auszeichnungen

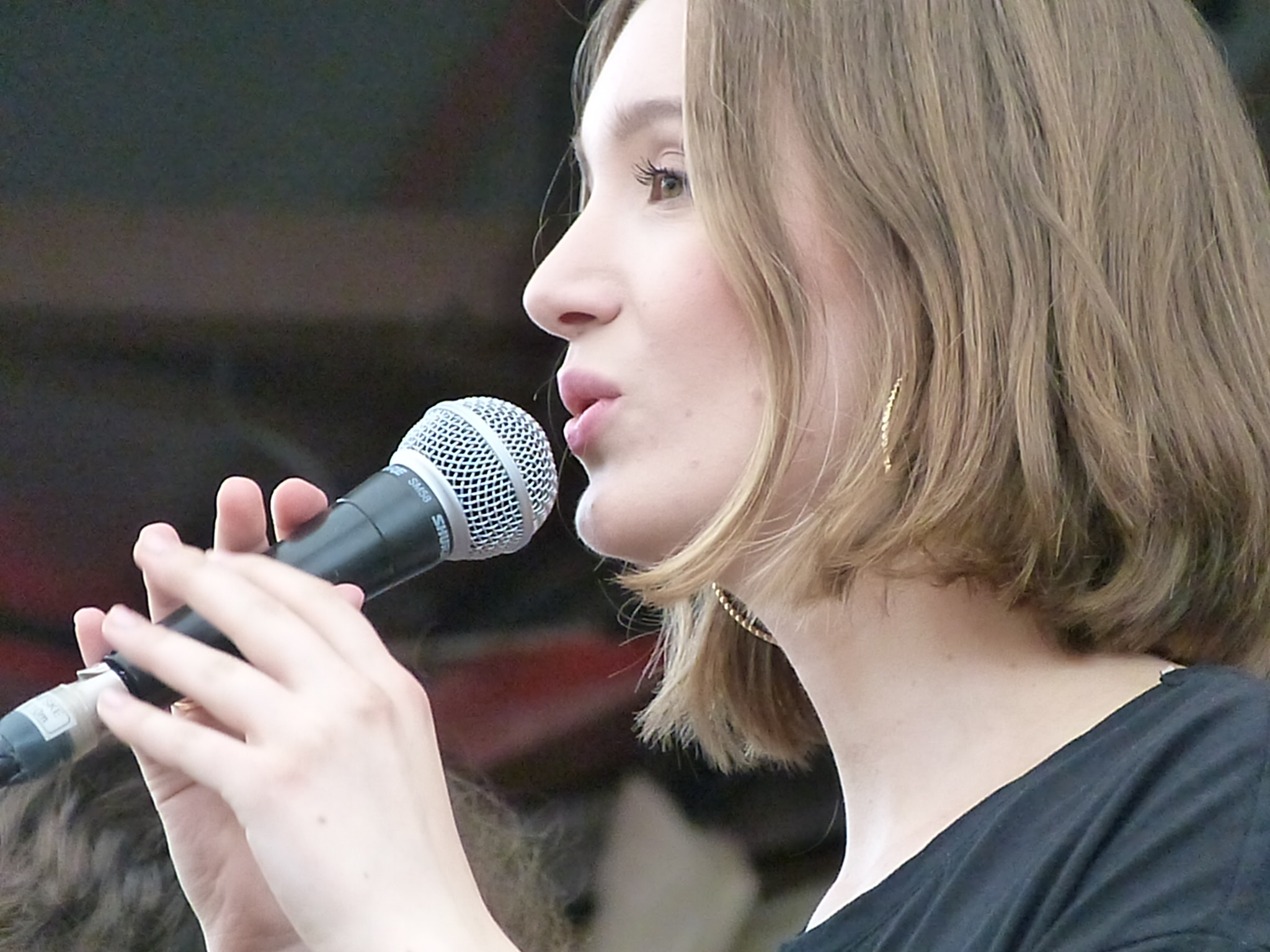
Laura Totenhagen 2017

Totenhagen erhielt den Jungen Kulturpreis und den Sparda Jazz Award.